# Manuel John Johnson
Manuel John Johnson (Macao, 23 de mayo de 1805 - Oxford, 1 de marzo de 1859) fue un astrónomo británico.
En 1835 publicó A Catalogue of 606 Principal Fixed Stars ... at St. Helena, obra por la que obtuvo la Medalla de oro de la Real Sociedad Astronómica ese mismo año. Fue director del Observatorio Radcliffe de la Universidad de Oxford, desde 1839 hasta su fallecimiento. Fue Presidente de la Real Sociedad Astronómica entre 1857 y 1858.